# Манін Юрій Іванович
Юрій Іванович Манін (16 лютого 1937, Сімферополь, Кримська АРСР — 7 січня 2023, Німеччина) — радянський та американський математик, алгебраїчний геометр, педагог. Член-кореспондент РАН (1991), член Королівської академії наук Нідерландів, Геттінгенської академії наук, академії «Леопольдіна», Французької академії наук, Американської академії мистецтв і наук та Папської академії наук (Ватикан). Почесний доктор Сорбонни, Університету Осло і Уорікського університету. Один з основоположників некомутативної геометрії алгебри і квантової інформатики.

## Біографія
Народився в Сімферополі, в родині студентів Кримського педагогічного інституту Івана Гавриловича Маніна (1913—1943) і Ревекки Зиновіївни Міллер. Батько закінчив географічний факультет, де й залишився працювати. Мати закінчила філологічний факультет, пізніше захистила кандидатську дисертацію про письменника та декабриста А. А. Бестужева. Дитячі роки математик провів у Сімферополі, в будинку бабусі й дідуся по лінії матері, вул. Субхі, 16. З початком Великої Вітчизняної війни сім'я була евакуйована з педінститутом до Махачкали, звідти в Чарджоу і в Мірзачуль. Батько пропав на фронті восени 1943 року.
У 1945 році повернувся з матір'ю до Сімферополя (мати була головним редактором художньої літератури в Кримвидаві, але була звільнена під час кампанії по боротьбі з космополітизмом). У шкільному віці на Юрія Івановича Манина великий вплив справила книга Виноградова «Основи теорії чисел»; і в 15 років він надіслав Виноградову отримане ним узагальнення формули для числа цілих точок у колі.
У 1953 році закінчив середню школу із золотою медаллю і поступив на механіко-математичний факультет МДУ.
У 1958 році закінчив Московський університет, потім аспірантуру під науковим керівництвом Ігоря Ростиславовича Шафаревича.
У 1961 році захистив кандидатську, а в 1963 році — докторську дисертацію з фізико-математичних наук.
З 1960 по 1992 роки працював у відділі алгебри Математичного інституту ім. В. А. Стеклова АН СРСР.
З 1965 по 1992 рік працював в Московському університеті. У 1967 році став професором кафедри вищої алгебри.
У березні 1968 року одним із перших підписав лист 99-ти.
З 1992 по 1993 рік був професором Массачусетського технологічного інституту.
У 1993 році переїхав до Німеччини, де був прийнятий в Товариство Макса Планка.
З 1993 по 2005 рік співдиректор Математичного інституту Макса Планка (Бонн).
З 2002 року професор Північно-західного університету (США).
З 2005 року заслужений професор Математичного інституту Макса Планка (Бонн).
Його найбільш відомими учнями є В. Г. Дрінфельд та В. А. Ісковскіх.
Він є прототипом Вечеровского з фантастичної повісті «За мільярд років до кінця світу» братів Стругацьких

## Наукові досягнення
Характерною особливістю наукової діяльності Юрія Маніна є активний інтерес до новітніх відкриттів математики та фізики. У співпраці з учнями і колегами він написав роботи з алгебраїчної геометрії (в тому числі — некомутативної), диференціальних рівнянь, теорії кодів, теорії чисел, теорії категорій, математичній фізиці, суперсиметрії, квантовим групам, дзеркальної симетрії, квантових обчислень. Дотепер, у всіх зазначених галузях його ідеї мають велике значення.
Так, він зробив важливий внесок у розробку теорії алгебраїчних груп, створив метод диференціальних операторів на алгебраїчних многовидах, що залежать від параметра, на його основі вирішив проблему Морделла для функціональних полів; спільно з М. Атією, В. Г. Дрінфельдом та Н. Гітчином зробив алгебро-геометричний опис інстантонів Янга — Міллса.

Першим висловив ідею квантових обчислень (1980):
(…) квантовий простір станів має набагато більшу місткість, ніж класичний: там, де в класиці є N дискретних станів, у квантовій теорії, що допускає їх суперпозицію, є cN планківських осередків. При об'єднанні класичних систем їх числа станів N1 і N2 перемножуються, а в квантовому варіанті виходить cN1N2.

(…) Квантовий автомат повинен бути абстрактним: його математична модель повинна використовувати лише найзагальніші квантові принципи, без упередження щодо фізичних реалізацій. Тоді модель еволюції є унітарне обертання в скінченномірному гільбертовому просторі, а модель віртуального поділу на підсистеми відповідає розкладанню простору в тензорний добуток. Десь в цій картині має знайти місце взаємодія, що описується за традицією ермітовим операторами і можливостями.

## Захоплення
Захоплювався літературою, поезією, психологією, філософією, туризмом та іноземними мовами.

## Сім'я
- Дід математика по матері, Зіновій Григорович (Зундель Гіршевич) Міллер (1879—1943), уродженець Юзівки, в молодості писав п'єси для місцевого драматичного театру, пізніше працював журналістом, з 1916 року жив із сім'єю в Сімферополі. Його історичні драми були видані: «Помста Горофи» (в 3 діях) — в 1898 році, «Юдиф» (в 4 діях) — в 1900 і 1904 роках, «Пеору» (в 5 діях) — в 1900 році[9][10].
- Тітка (сестра матері) — літературознавець і перекладач Рашель Зіновіївна Міллер-Будницька[ru] (1906—1967), кандидат філологічних наук, автор перекладів і праць про творчість Редьярда Кіплінга, Джеймса Джойса, Шолом-Алейхема та інших сучасних письменників.

## Нагороди
- Премія Московського математичного співтовариства 1963 року
- Ленінська премія — 1967 рік, за роботи з теорії алгебраїчних кривих і абелевих многовидів
- Золота Медаль Брауера (1987)
- Премія Неммерса з математики (1994)
- Премія Рольфа Шоку з математики (1999)
- Чернському[що?] запрошений професор (1999)
- Міжнародна премія короля Фейсала (2002)
- Медаль Кантора (2002)
- Премія Бояї (2010)
- Ейлерівська лекція (2016).

У 2000 році зробив пленарну доповідь на Європейському математичному конгресі.

## Книги
- Манін Ю. І. Лекції з алгебраїчної геометрії. Частина 1: Аффінні схеми, — М .: МДУ, 1970, — 133 с.

- Манін Ю. І. Лекції з алгебраїчної геометрії. Частина 2. К-функтор в алгебраїчній геометрії, — М .: МДУ, 1971, — 86 с.

- Манін Ю. І. Кубічні форми: алгебра, геометрія, арифметика, — М .: Фізматліт, 1972, — 304 с.

- Манін Ю. І. Десята проблема Гільберта // Сучасні проблеми математики: Збірник. — М .: ВІНІТІ, 1973

- Манін Ю. І. Лекції з математичної логіки. У 2-ох частинах. — М .: МДУ, 1974, — 133 + 69 с.

- Манін Ю. І. P-адіатичні автоморфні функції — М .: ВІНІТІ, 1974, — 92 с.

- Манін Ю. І. Алгебраїчні аспекти нелінійних диференціальних рівнянь. — М .: ВІНІТІ, 1978, — 150 с.

- Манін Ю. І. доказова і недоведені. — М .: Радянський Радіо, 1979, — 88 с.

- Манін Ю. І. Математика і фізика. — М .: Знание, 1979, — 33 с.

- Манін Ю. І. обчислюваних і невичіслімое. — М .: Радянський радіо, 1980, — 128 с.

- Манін Ю. І. Калібрувальні поля і комплексна геометрія. — М .: Наука, 1984, — 336 с.

- Кострикін А. І., Манін Ю. І. Лінійна алгебра і геометрія. — М .: Наука, 1986. — 304 с.

- Гельфанд С. І., Манін Ю. І. Методи гомологічної алгебри. Введення в когомологий і похідні категорії. Том 1. — М .: Наука, 1988, — 416с.

- Манін Ю. І., Панчішкін А. А. Введення в теорію чисел. — М .: ВІНІТІ, 1990. — 135 с.

- Manin, Yu. Topics in noncommutative geometry. — Princeton University Press, 1991

- Кобзарев І. Ю., Манін Ю. І. Елементарні частинки. Діалоги фізика і математика. — М .: фазисами, 1997, — 208 с.

- Manin, Yu. Frobenius manifolds, quantum cohomology, and moduli spaces. — American Mathematical Society, 1999.

- Манін Ю. І. Математика як метафора. — М .: МЦНМО, 2008. — 400 с.

- Манін Ю. І., Панчішкін А. А. Введення в сучасну теорію чисел. — М .: МЦНМО, 2009. — 552 с.

- Манін Ю. І. Введення в теорію схем і квантові групи. — М .: МЦНМО, 2012. — 256 с.